# Brigada Selgiucidă
Brigada Selgiucidă (turcă Selçuklular Tugayı, arabă لواء السلاجقة), este un grup rebel de etnie turkmenă care participă la Războiul Civil Sirian. Grupul este denumit după turcii selgiucizi. 

## Istoric
Brigada Selgiucidă a fost fondată la începutul anului 2013, în nordul Guvernoratului Alep, de către colonelul Talal Ali Silo, și a făcut temporar parte din Brigada Sultanul Soliman.
Cartierul general al grupării a fost inițial satul al-Rai, până la capturarea acestuia de către Statul Islamic în Irak și Levant (SIIL), în ianuarie 2014. La fel ca în cazul celorlalte brigăzi turkmene, Brigada Selgiucidă a fost aprovizionată și înarmată de Turcia, deși între cele două părți au apărut tensiuni după capturarea satului al-Rai, deoarece Turcia a favorizat Brigada Sultanul Mahomed din Jarabulus, trimițând doar cantități limitate de armament Brigăzii Selgiucide.
În august 2015, gruparea s-a alăturat Armatei Revoluționarilor, care a devenit parte a Forțelor Democratice Siriene (FDS) în octombrie 2015. Comandantul brigăzii turkmene, Talal Silo, a fost prezent la anunțarea formării FDS; mai mult, el a fost cel care a făcut publică inițierea ofensivei Al-Hawl de către FDS.
Spre deosebire de alte grupări rebele turkmene, Brigada Selgiucidă este aliată cu Unitățile de Apărare a Poporului kurde. Brigada Selgiucidă din Manbij a condamnat intervenția militară turcă în Siria, la sfârșitul lunii august 2016.
Pe 10 septembrie 2016, unul din comandanții brigăzii, Hani al-Mullah, a fost ucis cu un glonț în cap în orașul Tell Abyad. Organizația Raqqa Is Being Slaughtered Silently a afirmat că moartea sa este rezultatul sinuciderii, deși alte surse dispută această versiune și consideră moartea lui al-Mullah un asasinat săvârșit ori de Serviciul turc de informații, ori de militanți SIIL. Drept răspuns, în Tell Abyad a fost impusă o interdicție de circulație pe timpul nopții.